# Camponotus socorroensis
Camponotus socorroensis é uma espécie de inseto do gênero Camponotus, pertencente à família Formicidae.